# فرنسيس دبليو. كاشمان
فرنسيس دبليو. كاشمان هو محامي وسياسي أمريكي، ولد في 8 مايو 1867 في Brighton, Iowa ‏ في الولايات المتحدة، وتوفي في 6 يوليو 1909 في نيويورك في الولايات المتحدة. نشط حزبياً في الحزب الجمهوري. وقد انتخب عضو مجلس النواب الأمريكي.